# Studio auf einer reis
Studio auf einer reisは、ドイツの学生歌である。

## 概要
この曲は世界中で歌われており、合唱曲として歌われている。

## 曲の使用
おもちゃの音源やツインバード製のからくり時計などにこのメロディが使われている。
メロディICでは、YL007Bや、HONSITAK製のHK228-2に使用されている。

## 派生作品
- 山腹を下ろう
- 朝日は昇る
- 愉快なスカウト - ボーイスカウトの曲。
- ユッパイディ - 日本の合唱曲。
- Down the mountain side we